# Garita de Lima
Garita de Lima es una zona comercial ubicada al noroeste de la ciudad de La Paz, Bolivia en el macro distrito Max Paredes. Se estableció como zona de descanso de los viajantes provenientes de Perú en el siglo XVI. Posteriormente se estableció un punto de control el cual le dio el nombre a toda la zona circundante.

## Historia
La calle Tumusla, actualmente parte de esta zona, formaba parte de la ruta comercial que conectaba la ciudad de La Paz con Lima, de manera tal que el punto de control establecido para la supervisión de salida y entrada de mercadería se estableció en la que actualmente se constituye como la principal plaza de esta zona, formalmente llamada 14 de Septiembre, pero popularmente conocida hasta hoy como Garita de Lima. A partir de 1920 se inició la urbanización de este sector, que es cercano al Cementerio General De La Paz y los centros de abasto populares Uyustus y El Tejar.

## Características
La zona se caracteriza por la existencia de comercio popular en sus inmediaciones, existen puestos de venta callejeros que expenden verduras, frutas y otro alimentos, así como tiendas de expendio de artículos electrónicos y accesorios para las fiestas populares denominados prestes.En las cercanías se hallan importantes calles peatonales establecidas como mercados populares, entre ellas la ya citada Uyustus, Garcilaso de la Vega, La Tablada y Adolfo Ortega.
Por la gran actividad comercial existente hay un problema de contaminación acústica en el sector.